# 野間俊彦
野間俊彦（のま としひこ）は、日本の情報モラル教育研究者である。
2000年から勤務小学校にて情報モラル教育を行ってきた。

## 著作

### 単著
- 『Q&Aで語る情報モラル教育の基礎基本―知らないところで進んでいるネットの危険』（2005/08/01）
- 『小中学生のためのインターネット安全ガイド』（2009/05/28）
- 『小中学生のためのパソコン・インターネット安全ガイド』（2005/10/01）
- 『インターネット護身術―ビギナーでも安全にネットが楽しめる!』 (I・O BOOKS)（2001/03/01）

### 共著
- （赤堀侃司・守末恵との共著）『情報モラルを鍛える―子どもに求められるコミュニケーションのちから』（2005/01/01）
- （村上今雄との共著）『学校の情報セキュリティ―教師が取り組む個人情報保護』（2005/11/01）
- （矢沢久雄との共著）『親と子のインターネット&ケータイ安心教室』（2004/07/10）